# Jiefangyan (sockenhuvudort i Kina, Hunan Sheng, lat 28,13, long 109,74)
Jiefangyan (kinesiska: 解放岩, 解放岩乡) är en sockenhuvudort i Kina. Den ligger i provinsen Hunan, i den södra delen av landet, omkring 320 kilometer väster om provinshuvudstaden Changsha. Antalet invånare är 12 522. Befolkningen består av 6 071 kvinnor och 6 451 män. Barn under 15 år utgör 19,0 %, vuxna 15-64 år 69 %, och äldre över 65 år 11,0 %.
Runt Jiefangyan är det ganska tätbefolkat, med 207 invånare per kvadratkilometer. Närmaste större samhälle är Jixin, 13,2 km väster om Jiefangyan. I omgivningarna runt Jiefangyan växer huvudsakligen savannskog.
Genomsnittlig årsnederbörd är 1 848 millimeter. Den regnigaste månaden är maj, med i genomsnitt 327 mm nederbörd, och den torraste är januari, med 41 mm nederbörd.